# Mycosphaerellaceae
Mycosphaerellaceae Lindau – rodzina grzybów z klasy Dothideomycetes.

## Charakterystyka
Należą do niej liczne rodzaje, których przedstawiciele żyją na całym świecie, głównie jako pasożyty roślin zielnych. Liczne z nich wywołują groźne choroby roślin powodujące duże straty w gospodarce.
Grzyby mikroskopijne. Owocniki typu perytecjum lub pseudotecjum o kulistym lub gruszkowatym kształcie, drobne i cienkościenne, zanurzone w tkankach roślin lub w poduszeczkowatej podkładce, z ujściem na wyniesionej brodawce zwykle otoczonej peryfizami. Worki cylindryczne lub maczugowate, grubościenne, wyrastające w pęczkach z dna owocnika, zazwyczaj bez nibywstawek. Askospory elipsoidalno-wrzecionowate, najczęściej dwukomórkowe, ale czasami również czterokomórkowe, bez galaretowatej osłonki.

## Systematyka
Pozycja w klasyfikacji według Index Fungorum: Mycosphaerellales, Dothideomycetidae, Dothideomycetes, Pezizomycotina, Ascomycota, Fungi.
Według Index Fungorum bazującego na Dictionary of the Fungi do rodziny Mycosphaerellaceae należą liczne rodzaje. Niektóre, ważne w fitopatologii to:
- Acervuloseptoria Crous & Jol. Roux 2014
- Caryophylloseptoria Verkley, Quaedvl. & Crous 2013
- Cercospora Fresen. 1863
- Cercosporella Sacc. 1880
- Chuppomyces Videira & Crous 2017
- Dothistroma Hulbary 1941
- Fulvia Cif. 1954
- Fusoidiella Videira & Crous 2016
- Graminopassalora U. Braun, C. Nakash., Videira & Crous 2017
- Mycosphaerella Johanson 1884
- Mycovellosiella Rangel 1917
- Neocercospora Bakhshi, Arzanlou, Babai-ahari & Crous 2015
- Paracercosporidium Videira & Crous 2017
- Passalora Fr. 1849
- Pruniphilomyces Crous & Bulgakov 2020
- Pseudocercospora Speg. 1911
- Pseudocercosporella Deighton 197
- Ramularia Unger 1833
- Ragnhildiana Solheim 1931
- Rosisphaerella Videira & Crous 2017
- Septoria Sacc. 1884
- Sphaerellothecium Zopf 1897
- Stigmidium Trevis. 1860
- Sphaerulina Sacc. 1878
- Zasmidium Fr. 1849

Nazwy naukowe na podstawie Index Fungorum.